# Петерсон, Кристофер
Кристофер Петерсон (англ. Christopher Peterson (родился 20 января 1969), прозванный «Убийца с дробовиком») — американский серийный убийца, афроамериканец, застреливший семерых человек из дробовика в период с 30 октября по 18 декабря 1990 года.

## Биография
Свидетели описывали убийцу, как белого мужчину, но несмотря на это, Петерсона признали виновным и приговорили к смертной казни. Сейчас Петерсон отрицает свою вину, утверждая, что следователи вынудили его оговорить себя и признаться в убийствах, которых он не совершал. Впоследствии смертная казнь была заменена на 120 лет тюрьмы.

## Жертвы
- 30 октября 1990: Страховой агент Лоренс Миллс застрелен в своей машине. Нет свидетелей.
- 30 октября 1990: Через два с половиной часа Ронда Л. Хаммерсли, работавшая на заправке, застрелена на стоянке. Свидетели описали убийцу как молодого белого мужчину с длинными волосами.
- 13 декабря 1990: Харчанд Сингх Дхаливал, 54 года, застрелен во время работы на заправке. Из кассы пропало 327,55 доллара.
- 15 декабря 1990: Мари Мейтцлер застрелена во время работы за стойкой администратора мотеля. Похищено 467 долларов.
- 15 декабря 1990: Шесть минут спустя, Ора Л. Уилдермут застрелен перед банкоматом.
- 15 декабря 1990: Час спустя, Роберт С. Котсо обстрелян в киоске оплаты платного шоссе. Он выжил.
- 18 декабря 1990: Братья Эли и Джордж Баловски застрелены вечером в здании, примыкающем к их ателье. Они стали последними жертвами.

## В музыке
Американская метал-группа «Macabre» посвятила ему песню «Shotgun Peterson» в своём альбоме «Sinister Slaughter».